# Edward Mulhare
Edward Mulhare (1923. április 8. – 1997. május 24.) ír származású amerikai televíziós színész.

## Élete és pályafutása
Carrigalineban (Cork, Írország) született, orvosnak készült. Több helyen játszott hazájában, köztük a The Gate Theatreben, Dublinban, majd Londonba költözött, ahol olyan személyiségekkel dolgozott, mint Orson Welles vagy John Gielgud. Leghíresebb szerepe talán Devon Miles volt a Knight Rider című sorozatban. Utoljára a Tengerre, tata! című vígjátékban szerepelt.  
Házasságot soha nem kötött, tüdőrákban hunyt el.

## Filmjei
- Hill 24 doesn't answer/Giv'a 24 Eina Ona (1953)
- Signpost to Murder (1964)
- Von Ryan's Express (1965)
- Our Man Flint (1966)
- Caprice (1967)
- Eye of the Devil (1967)
- You Only Live Twice (1967)
- The Ghost & Mrs. Muir (1968-1970)
- Gidget Grows Up (1969)
- Megaforce (1982)
- Knight Rider (1982-1986)
- MacGyver (2. évad 10. epizód) (1986)
- B-17: The Flying Fortress (1987)
- Titkok és talányok (Secrets & Mysteries) (1988-89)
- Knight Rider 2000 (1991)
- Hart to Hart: Secrets of the Hart (1995)
- Tengerre, tata! (Out to Sea) (1997)